# Kinnaird (Gowrie)
Kinnaird ist eine schottische Ortschaft in der Council Area Perth and Kinross. Sie liegt im Südosten der traditionellen Grafschaft Perthshire rund 13 Kilometer nordöstlich des Zentrums von Perth und 16 Kilometer westlich des Zentrums von Dundee in den Braes of the Carse, dem Vorgebirge der Sidlaw Hills. Die Ortschaft liegt am Ende eines Tals, das sich zu der bis an den Firth of Tay reichenden Ebene Carse of Gowrie öffnet.
Mit Kinnaird (Atholl) existiert eine weitere Ortschaft gleichen Namens in Perth and Kinross.

## Geschichte
Die Geschichte ist verknüpft mit dem Tower House Kinnaird Castle, das oberhalb der Ortschaft in den Braes of the Carse steht. Der vierstöckige Wehrturm entstand um das Jahr 1500. Bereits im 12. Jahrhundert befand sich am Standort ein Tower House der schottischen Krone. Die heutige neogotische Pfarrkirche, die Kinnaird Parish Church, wurde 1815 errichtet. Den Entwurf für die 1834 errichtete Kinnaird Village School zeichnete der aus Perth stammende Architekt William Mackenzie.
Zwischen 1831 und 1881 sank die Einwohnerzahl Kinnairds von 461 auf 260.

## Verkehr
Kinnaird ist über eine untergeordnete Straße an das Straßennetz angeschlossen. Die von Edinburgh nach Fraserburgh führende A90 verläuft rund zwei Kilometer südöstlich und ist nach kurzer Strecke erreichbar. Wenige Kilometer nordwestlich verläuft die A94 (Perth–Forfar). Dort befindet sich auch der regionale Perth Airport.